# Congea tomentosa
La lluvia de orquídeas o terciopelo  (Congea tomentosa) es una especie perteneciente a la familia de las lamiáceas, anteriormente en (Verbenaceae).

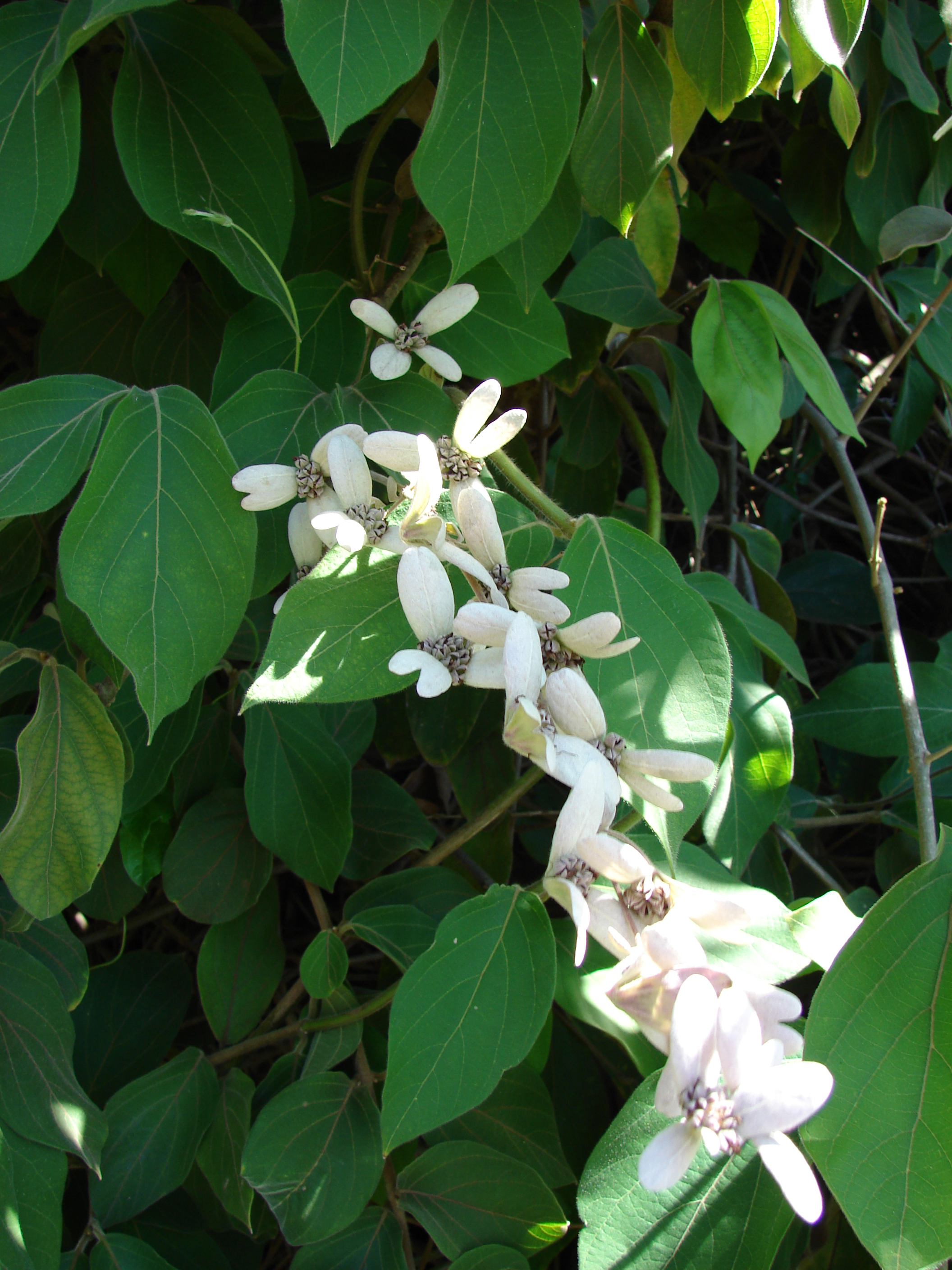
Inflorescencia

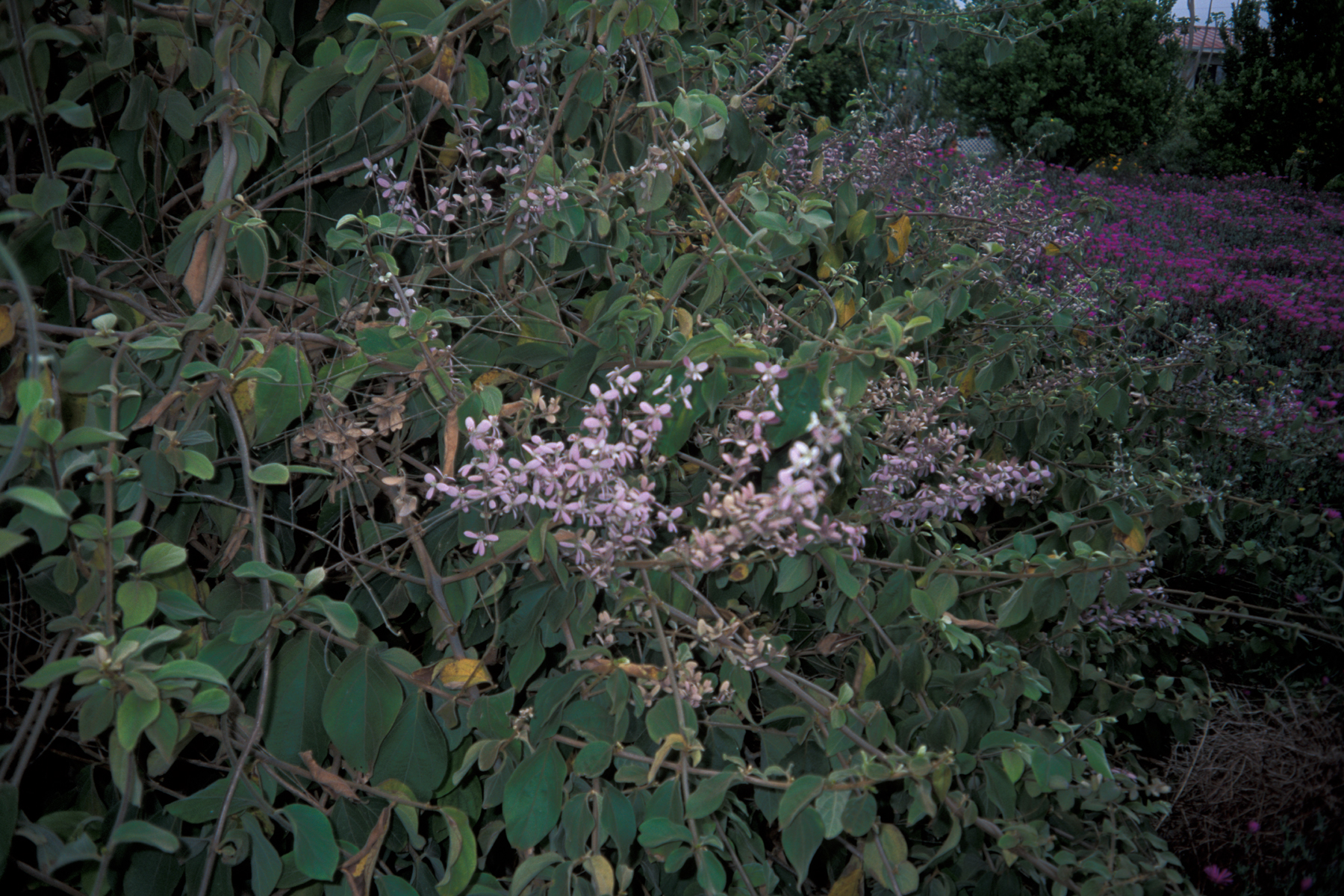
Vista de la planta

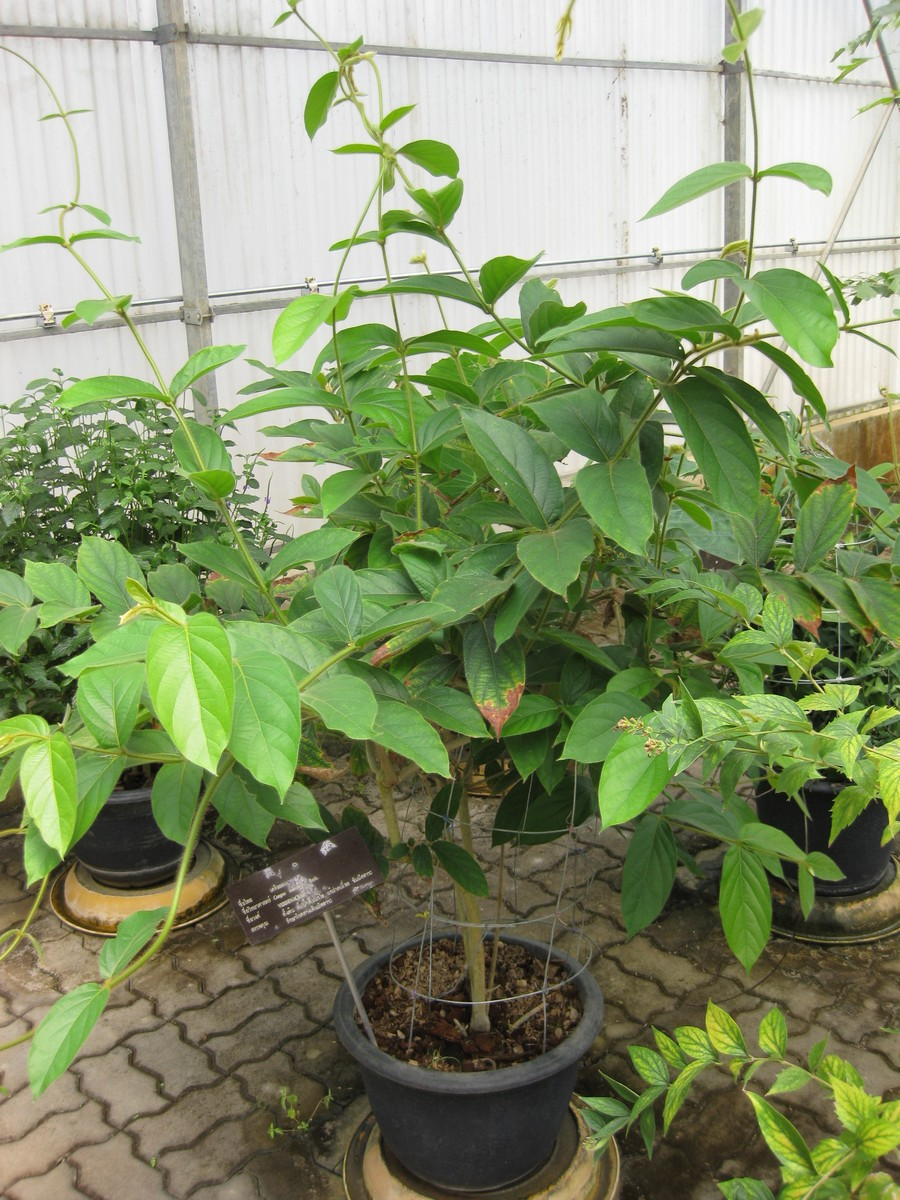
Como planta ornamental

## Caracteres
Es un arbusto trepador, fuerte con hojas opuestas o enteras, flores en cimas pedunculadas, acabezueladas, que se combinan en grandes panículas terminales; las brácteas en la base del pedúnculo de la cima son grandes y vistosas; el cáliz funeliforme, bilabiado; cuatro estambres salientes; fruto una pequeña drupa redondeada casi seca. Es notable esta planta por el color rosado y los tintes cambiantes de las brácteas elípticas persistentes en las flojas panículas terminales. Las hojas son aovado-agudas con pelos suaves en el envés. La corola es blanca y el cáliz velludo. Las inflorescencias se conservan varias semanas. 
La planta forma grandes macizos y cuando está en flor ofrece un bello aspecto por la cual algunos en Cuba la llaman Lluvia de orquídeas

## Hábitat
Su hábitat natural son bosques mixtos entre 600-1200 m s. n. m.

## Distribución
Nativa de Birmania y Tailandia, se la puede encontrar también en el  sur de Asia, incluyendo Laos, Vietnam, Malasia (Kedah), China (Yunnan), Bangladés,  en India (Assam, Manipur, Tamil Nadu, y Bengala Occidental). Se ha naturalizado es las islas del Caribe, sur de Florida y sur de California.

## Taxonomía
Congea tomentosa fue descrita por William Roxburgh y publicado en Plants of the Coast of Coromandel 3: 90. 1819[1820].
Sinonimia
- Calochlamys capitata C.Presl
- Congea azurea Wall.
- Congea oblonga Pierre ex Dop
- Congea petelotii Moldenke
- Congea tomentosa var. nivea Munir
- Congea tomentosa var. oblongifolia Schauer
- Congea villosa (Roxb.) Wight
- Congea villosa (Roxb.) Voigt
- Roscoea villosa Roxb.[3][4]